# Western Province
Il Western Province è un club provinciale sudafricano di rugby a 15 che partecipa annualmente alla Currie Cup. Fondato nel 1883, è la formazione più antica e più vincente del Paese con 34 titoli nazionali; rappresenta l'area metropolitana di Città del Capo e disputa le gare interne al Newlands Stadium.

## Storia
La Western Province vinse la sua storica prima Currie Cup nel 1892 e si impose durante tutti gli anni 1890 (nel 1899 non partecipò alla competizione). Nei primi 30 anni del 1900 continuò il dominio della Western Province, con 8 successi ottenuti nell'arco di 10 edizioni. Nel 1932 e nel 1934 il trofeo è stato vinto ex aequo coi Border Bulldogs, mentre due anni dopo arrivò la diciassettesima affermazione.
Successivamente le vittorie si susseguirono in modo più alterno nel 1947, nel 1954 e nella stagione 1957/59. Dal 1968 la Currie Cup venne disputata puntualmente ogni anno e bisognò attendere il 1979 per vedere comparire nell'albo d'oro nuovamente la Western Province, ex aequo dopo un pareggio 15-15 in finale contro il Northern Transvaal. Negli anni 1980 la squadra si impose consecutivamente per cinque anni tra il 1982 e il 1986. Nel 1989 la Western Province vinse nuovamente il titolo ex aequo pareggiando in finale con il Northern Transvaal (16-16) e nel 1997 trionfò per la trentesima volta sconfiggendo i Free State Cheetahs.

## Palmarès
- Currie Cup: 34 (4 condivisi)
1892, 1894, 1895, 1897, 1898, 1904, 1906, 1908, 1914, 1920, 1925, 1927, 1929,
1932 (condiviso), 1934 (condiviso), 1936, 1947, 1954, 1959, 1964, 1966, 1979 (condiviso),
1982, 1983, 1984, 1985, 1986, 1989 (condiviso), 1997, 2000, 2001, 2012, 2014, 2017
- SARB Trophy: 1
1889
- Lion Cup: 3
1984, 1988, 1989
- Vodacom Cup: 1
2012
- Rugby Challenge: 1
2017